# Ingalls Park, Illinois
Ingalls Park là một nơi ấn định cho điều tra dân số thuộc quận Will, tiểu bang Illinois, Hoa Kỳ. Năm 2010, dân số của nơi ấn định cho điều tra dân số này là 3314 người.

## Dân số
Dân số qua các năm:
- Năm 2000: 3082 người.
- Năm 2010: 3314 người.